# Damian Conway
Damian Conway, né le 5 octobre 1964 à Melbourne, en Australie, est un informaticien australien, connu en tant que membre important de la communauté du langage Perl et pour ses talents de présentateur.
Damian a obtenu son Bachelor of Sciences (BSc (Hons)) et son Ph.D. (doctorat) à l'Université Monash en Australie; jusqu'en août 2010, il était professeur associé dans le département d'informatique et génie logiciel de l'Université Monash. Il est partisan de
la programmation orientée objet et est l'auteur de plusieurs livres sur Perl. 

## Contributions aux langages Perl et Raku
Damian est connu pour ses contributions aux langages Perl et Raku (Perl 6). Il s'est impliqué dans la conception de ce dernier à la fois comme un porte-parole et un exégète de Larry Wall.
Il a publié plusieurs livres sur le langage Perl, et est aussi connu pour ses nombreuses contributions de code Perl publiées sur CPAN, pour lesquelles il a gagné trois fois le Larry Wall Award; il a contribué en particulier aux logiciels suivants : 
- Parse::RecDescent
- Class::Contract
- Lingua::EN::Inflect
- Class::Std
- Class::Multimethods
- Text::Autoformat
- Switch
- NEXT
- Filter::Simple
- Smart::Comments
- Quantum::Superpositions
- Lingua::Romana::Perligata
- Regexp::Grammars